# Dao Hải
Dao Hải chữ Hán giản thể: 瑶海区, âm Hán Việt: Dao Hải khu) là một quận thuộc địa cấp thị Hợp Phì, tỉnh An Huy, Cộng hòa Nhân dân Trung Hoa. Dao Hải có diện tích 142,9 km2, dân số 365.000 người. Về mặt hành chính, quận này được chia thành 10 nhai đạo biện sự xứ, 1 trấn, 1 hương.
- Nhai đạo biện sự xứ: Thành Đông, Thắng Lợ Lộ, Minh Quang Lộ, Tam Lý Nhai, Đồng Lăng Lộ, Thất Lý Lộ, Đại Thông Lộ, Hồng Quang, Hoà Bình Lộ, Xa Trạm.
- Trấn: Đại Hưng.
- Hương: Ma Điếm.